# Bahrain International 2009
Die Bahrain International 2009 im Badminton fanden vom 3. bis 6. Dezember 2009 statt.

## Die Sieger und Platzierten
| Disziplin    | Gold                                                              | Silber                                        | Bronze                                    |
| ------------ | ----------------------------------------------------------------- | --------------------------------------------- | ----------------------------------------- |
| Herreneinzel | Ali Shahhosseini                                                  | Mohammadreza Kheradmandi                      | Navdeep Singh                             |
| Herreneinzel | Ali Shahhosseini                                                  | Mohammadreza Kheradmandi                      | Heri Setiawan                             |
| Dameneinzel  | Variella Aprilsasi Putri Lejarsari                                | Nejat Zadeh Sahar Zamanian                    | Hadia Hosny                               |
| Dameneinzel  | Variella Aprilsasi Putri Lejarsari                                | Nejat Zadeh Sahar Zamanian                    | Negin Amiripour                           |
| Herrendoppel | K. A. Aneesh Sanave Thomas                                        | Ebrahim Jaffer Al Sayed Jaffer Heri Setiawan  | Ali Shahhosseini Mohammadreza Kheradmandi |
| Herrendoppel | K. A. Aneesh Sanave Thomas                                        | Ebrahim Jaffer Al Sayed Jaffer Heri Setiawan  | Antony K. Jacob Jaison Xavier             |
| Damendoppel  | Negin Amiripour Nejat Zadeh Sahar Zamanian                        | Twina Bora Variella Aprilsasi Putri Lejarsari | Daya Elsa Jacob Rehana Abdul Latif        |
| Damendoppel  | Negin Amiripour Nejat Zadeh Sahar Zamanian                        | Twina Bora Variella Aprilsasi Putri Lejarsari | Hadia Hosny Shalini Shetty                |
| Mixed        | Ebrahim Jaffer Al Sayed Jaffer Variella Aprilsasi Putri Lejarsari | Jaison Xavier Jacob Daya Elsa                 | K. A. Aneesh Rehana Abdul Latif           |
| Mixed        | Ebrahim Jaffer Al Sayed Jaffer Variella Aprilsasi Putri Lejarsari | Jaison Xavier Jacob Daya Elsa                 | Sanave Thomas Shalini Shetty              |